# Półkolonie
Półkolonie – zorganizowany wypoczynek dzieci i młodzieży w miejscu zamieszkania, którego uczestnicy biorą udział w zajęciach tylko w dzień. Mają charakter zarówno wypoczynkowy jak i edukacyjny. Często ich program jest sprofilowany i są skupione wokół jednego tematu.
Zajęcia trwają ok. dwóch tygodni z wyłączeniem weekendów. Wypoczynek organizowany jest przez profesjonalne firmy, a dziećmi opiekuje się przeszkolona kadra pedagogiczna. W roku 2023 średnia cena półkolonii kształtowała się w granicach 100 zł na dzień. 